# Scopula quinquefasciata
Scopula quinquefasciata là một loài bướm đêm trong họ Geometridae.